# ダン・バウ
ダン・バウ（ベトナム語：đàn bầu / 彈瓢)、またはドク・フイェン・カム（独弦琴、どくげんきん、ベトナム語：độc huyền cầm / 獨絃琴）は、ベトナムで用いられる単弦の撥弦楽器である。ベトナム語で、ダンは弦楽器、バウは瓢箪を意味している。

## 歴史
ダン・バウの最古の記録は1770年まで遡り、多くの学者がそれよりも1000年以上長い歴史があると推定している。ダン・バウの起源については、夫が戦争に行っている間に市場で演奏する事で家族を養う生活費を稼ぐ盲目の女性の伝説が有名である。この言い伝えの真偽は兎も角、歴史的に盲目の音楽家がダン・バウを演奏して来たのは事実である。ダン・バウ独奏はベトナムの音楽の中心であり、この様式は今でもベトナムで人気である。詩の朗読の伴奏にも伝統的に用いられて来た。
近年まで、ダン・バウはその音量の小ささから演奏される環境を選ぶ楽器だった。やがてその問題はピックアップの発明により解決され、ダン・バウの用途は合奏や現代アジアポップやロック音楽にも広まった。今では、エレキギターの為の電子部品がダン・バウの音色を変えるのに用いられている。

## 構造
元々はダン・バウはたった4つの部品から出来ていた。竹筒、木竿、ココナッツの殻を半分に割った物、絹の糸である。竹に垂直に糸を張り竿の端に結ぶ。ココナッツの殻は竿に付けられ共振器として使われる。

近年では竹は木の共鳴板に置き換えられ、側面に硬い木と中間に柔らかい木を用いる。また、伝統的な絹の糸がエレキギターの弦に置き換わっている。瓜はまだ現役だが、現在は木で作られる物が多く、装飾品として付けられる。また、殆どのダン・バウは近代的調律機工を持ち、低音を調整出来る。一般的にダン・バウは中央ハの1オクターブ下に調律され、約131Hzである。しかしハ長調から遠い曲を演奏し易くする為に他の音程に調律する事もある。

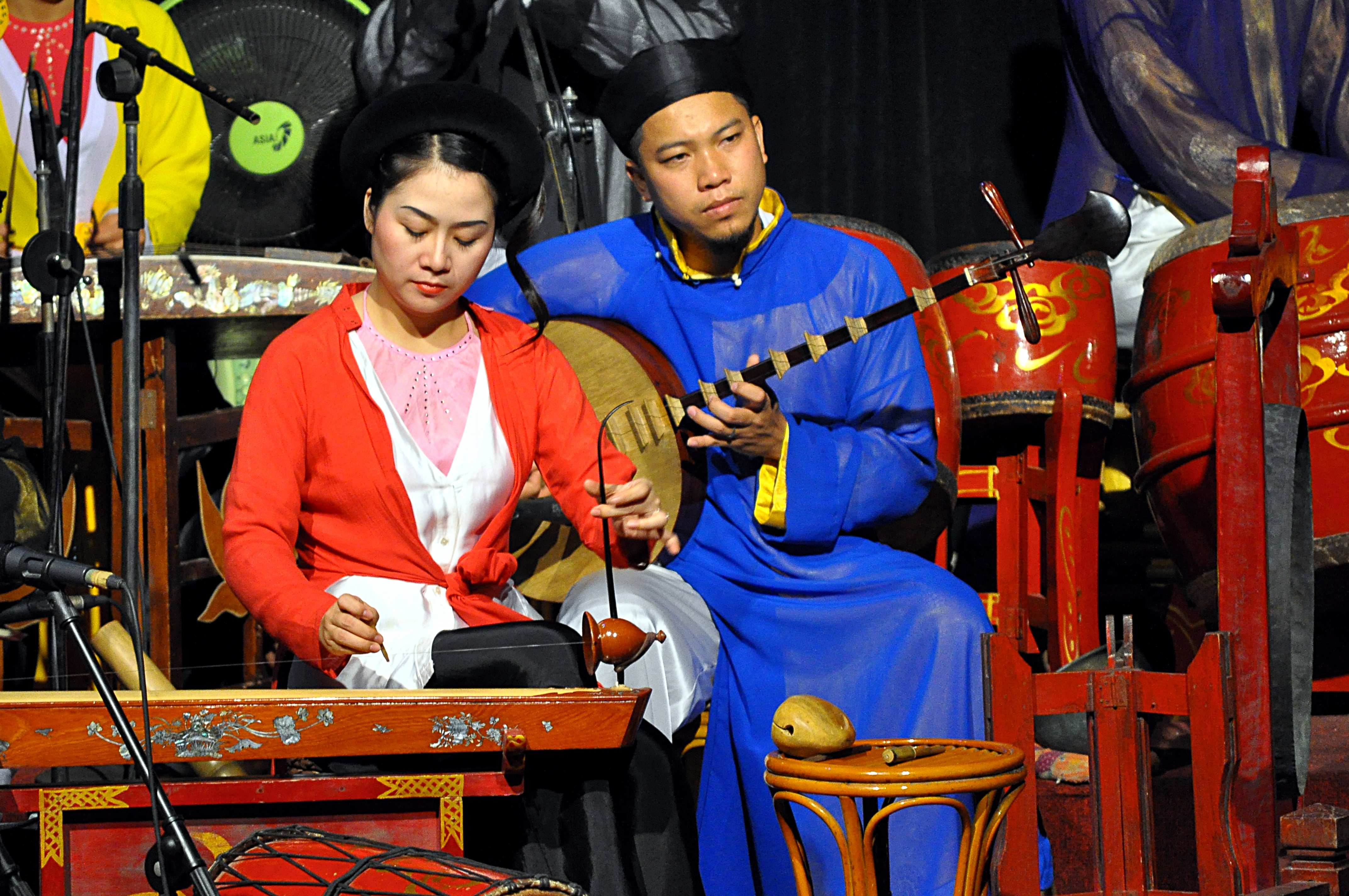
ダン・バウ奏者がハノイ水人形劇場で演奏する

## 演奏
ダン・バウの技術は一見すると比較的単純だが、実際には多くの練習を必要とする。演奏者の右手小指は7つのよく使われる音に置かれ、親指と人差し指は長い爪を使って楽器をかき鳴らす。結節点は7つの倍音や高調波があり、ギターの和声学の1オクターブ上(1/2)や完全五度(2/3)、完全四度(3/4)、長三度(4/5)、短三度(5/6)、西洋音階に無い2つの音(七分短三度(6/7)、七分完全音(7/8))から成る。左手は人差し指で竿を押さえて音程を下げ、親指で音程を上げる。この技術は結節点に無い音を出したり音に振動を加えるのに用いる。

## 関連楽器
中国南部で見られる独弦琴(Duxianqin/ドゥセンチン)はダン・バウに似ており、素材が異なるだけである。この2つの楽器が似ている理由は、民族的にはベトナム人のジン族が16世紀に中国に避難した為と考えられる。

### 映像
- Dan bau instructional video